# Réticulation par irradiation UV
Le réticulation par UV (en anglais : UV curing), est un domaine spécialisé.  Il faut déterminer la puissance, le temps d'exposition et surtout le procédé d'exposition pour que la méthode fonctionne correctement.[contexte nécessaire]
Il existe deux types de réticulation :
- par radicaux, ces derniers sont libérés par les rayonnements UV et déclenchent la polymérisation. La réticulation peut être contrôlée et exécutée en plusieurs étapes ;

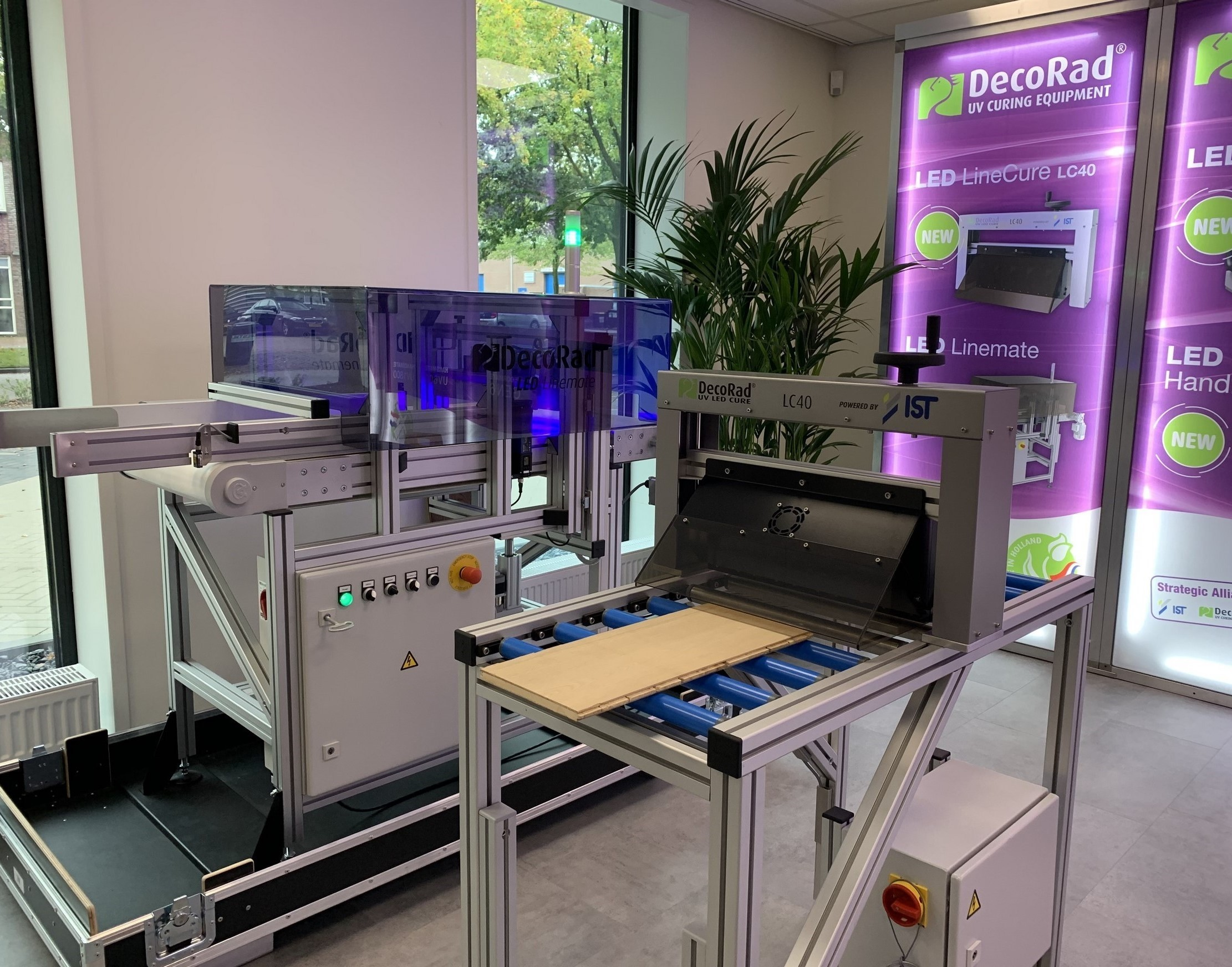
UV Curing equipment

- UV Curing equipment[1]la réticulation cationique relâche des acides qui entraînent la polymérisation. Une fois la réaction déclenchée, celle-ci ne peut plus être arrêtée.

Les radiations UV peuvent être dangereuses pour les yeux et la peau.
Ce type de réticulation peut être très efficace s'il est convenablement utilisé, et permet parfois d'optimiser les coûts et les délais de fabrication. Le rejet de polluants est réputé être également diminué.